# Sadiq al-Ahmar
Sadiq bin Abdullah bin Hussein bin Nasser al-Ahmar (em árabe: الشيخ صادق الأحمر) ('Amran, 6 de outubro de 1956 – Amã, 6 de janeiro de 2023) foi um xeique, político iemenita e o líder da federação tribal dos Hashid e do partido Al-Islah. Ele sucedeu seu pai Abdullah ibn Husayn al-Ahmar nesses cargos após a morte do mesmo em 2007. É mais conhecido por seu papel na revolta iemenita de 2011, na qual combatentes sob seu comando atacaram e tomaram instalações do governo durante a Batalha de Saná.

## Morte
Al-Ahmar morreu de câncer na Jordânia, em 6 de janeiro de 2023, aos 66 anos.